# Triastés

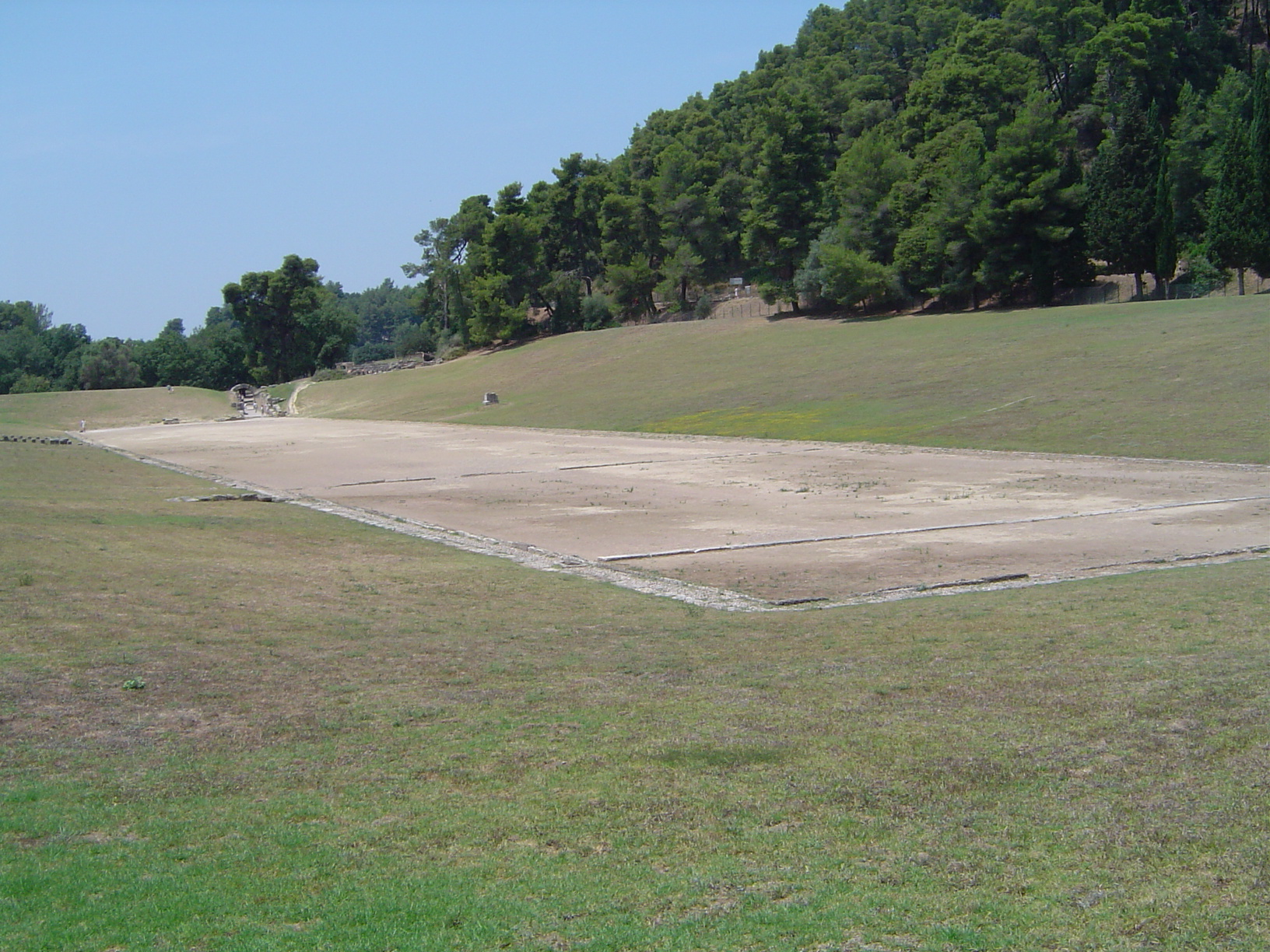
Estadio de Olimpia.

El título de triastés (en griego antiguo: Τριαστής) se concedía a un atleta de la Antigua Grecia que hubiera ganado tres veces en los mismos juegos.
Solo se conocen ocho (todos corredores) de los Juegos Olímpicos Antiguos:
- Fanas de Pelene : estadio con una longitud de un estadio (unos 192 m), diaulos (doble estadio, es decir, unos 384 m) y hoplitódromo durante los 67 Juegos Olímpicos, en 512 a. C. Fue el primer atleta en lograr esta hazaña.[2]
- Ástilo de Crotona: estadio, diaulos y hoplitódromo durante los 75 Juegos en 480 a. C.[3][4]
- Leónidas de Rodas: estadio, diaulos y hoplitódromo durante los 154. Juegos en 164 a. C., 155 en 160 a. C., 156 en 156 a. C. y en  los 157 juegos en 152 a. C.[5][6]: durante muchos años (hasta Michael Phelps en la Juegos Modernos de Río 2016) fue el único atleta que había ganado 12 títulos olímpicos.
- Nicocles de Acreas: probablemente diaulos, hoplitódromo y dólico (carreras de fondo) en la 170 Olimpiada en el 100 a. C.  Juegos Olímpicos en el 100. También fue triastés (estadio, diaulo y hoplitódromo) en el Anfiareo de Oropo (en fecha desconocida)[7]
- Hecatomno: estadio, diaulos y hoplitódromo en los 177 Juegos Olímpicos, en 72 a. C.[8]
- Polites de Céramo : estadio, diaulos y dólico durante los 212 Juegos Olímpicos en 69 d. C.[9]
- Hermógenes de Janto: estadio, diaulos y hoplitódromo durante los 215 y 217 Juegos Olímpicos, en 81 y 89 d. C.[10][11][12]
- Elio Graniano de Sición: diaulos, hoplitódromo y pentatlón en los 229 Juegos Olímpicos en 137 d. C.[13][14]

El luchador Clitómaco de Tebas fue triastés (lucha, pugilato y pancracio) en los Juegos Ístmicos a finales del siglo III.